# Bulgaria ai Giochi della XXXI Olimpiade
La Bulgaria ha partecipato ai Giochi della XXXI Olimpiade, che si sono svolti a Rio de Janeiro, Brasile, dal 5 al 21 agosto 2016.

## Atletica
La Bulgaria ha qualificato a Rio i seguenti atleti:
- Salto triplo femminile- 1 atleta (Gabriela Petrova)